# Acantholipes magniplaga
Acantholipes magniplaga är en fjärilsart som beskrevs av Swinhoe 1905. Acantholipes magniplaga ingår i släktet Acantholipes och familjen nattflyn. Inga underarter finns listade i Catalogue of Life.